# David Duarte
David de Duarte Macedo, meglio noto come David Duarte (Rio Grande, 24 gennaio 1995), è un calciatore brasiliano, difensore del Bahia.

## Caratteristiche tecniche
È un difensore centrale

## Carriera
Cresciuto nel settore giovanile del Goiás, ha esordito in prima squadra il 26 aprile 2015 disputando l'incontro del Campionato Goiano vinto 2-0 contro l'Aparecidense.

## Statistiche
Statistiche aggiornate al 29 novembre 2019.

### Presenze e reti nei club
| Stagione        | Squadra         | Campionato      | Campionato | Campionato | Coppe nazionali | Coppe nazionali | Coppe nazionali | Coppe continentali | Coppe continentali | Coppe continentali | Altre coppe | Altre coppe | Altre coppe | Totale | Totale | Totale |
| Stagione        | Squadra         | Comp            | Pres       | Reti       | Comp            | Pres            | Reti            | Comp               | Pres               | Reti               | Comp        | Pres        | Reti        | Pres   | Reti   |        |
| --------------- | --------------- | --------------- | ---------- | ---------- | --------------- | --------------- | --------------- | ------------------ | ------------------ | ------------------ | ----------- | ----------- | ----------- | ------ | ------ | ------ |
| 2015            | Goiás           | PD/GO+A         | 2+2        | 0          | CB              | 1               | 0               |                    | -                  | -                  |             | -           | -           | 5      | 0      |        |
| 2016            | Goiás           | PD/GO+B         | 9+10       | 0          | CB              | 1               | 0               |                    | -                  | -                  |             | -           | -           | 20     | 0      |        |
| 2017            | Goiás           | PD/GO+B         | 6+9        | 0          | CB              | 2               | 0               |                    | -                  | -                  |             | -           | -           | 17     | 0      |        |
| 2018            | Goiás           | PD/GO+B         | 13+35      | 1+3        | CB              | 7               | 0               |                    | -                  | -                  |             | -           | -           | 55     | 4      |        |
| 2019            | Goiás           | PD/GO+A         | 10+7       | 0          | CB              | 1               | 0               |                    | -                  | -                  |             | -           | -           | 18     | 0      |        |
| Totale carriera | Totale carriera | Totale carriera | 103        | 4          |                 | 12              | 0               |                    | -                  | -                  |             | -           | -           | 115    | 4      |        |